# هوهساندرن
هوهساندرن (به لاتین: Hohsandhorn) یک کوه در سوئیس است که در کانتون وله واقع شده‌است. هوهساندرن ۳٬۱۸۲ متر بالاتر از سطح دریا واقع شده‌است.